# Dekanat Miedźno
Dekanat Miedźno – jeden z 36 dekanatów archidiecezji częstochowskiej. Znajduje się w regionie częstochowskim. Składa się z 8 parafii.

## Lista parafii
| Lp | Miejscowość / parafia                                           | Proboszcz / administrator   | Kościół                                                              | Zdjęcie |
| -- | --------------------------------------------------------------- | --------------------------- | -------------------------------------------------------------------- | ------- |
| 1. | Biała Parafia św. Stanisława BM                                 | ks. Sławomir Szymański SDB  | Kościół św. Stanisława BM w Białej                                   |         |
| 2. | Czarny Las Parafia Niepokalanego Serca Najświętszej Maryi Panny | ks. Andrzej Iglicki SDB     | Kościół Niepokalanego Serca Najświętszej Maryi Panny w Czarnym Lesie |         |
| 3. | Kamyk Parafia Najświętszej Maryi Panny Wspomożycielki Wiernych  | ks. Marek Siwek SDB         | Kościół Najświętszej Maryi Panny Wspomożycielki Wiernych w Kamyku    |         |
| 4. | Łobodno Parafia Matki Bożej Częstochowskiej                     | ks.Tadeusz Łatucha          | Kościół Matki Bożej Częstochowskiej w Łobodnie                       |         |
| 5. | Miedźno Parafia św. Katarzyny Aleksandryjskiej                  | ks. Andrzej Marian Banaszek | Kościół św. Katarzyny Aleksandryjskiej w Miedźnie                    |         |
| 6. | Mokra Parafia Świętych Apostołów Szymona i Judy Tadeusza        | ks. Krzysztof Bąkowicz      | Kościół Świętych Apostołów Szymona i Judy Tadeusza w Mokrej          |         |
| 7. | Ostrowy nad Okszą Parafia Stygmatów św. Franciszka z Asyżu      | Ks.kan.Piotr Walterowicz    | Kościół Stygmatów św. Franciszka z Asyżu w Ostrowach                 |         |
| 8. | Popów Parafia św. Józefa Robotnika                              | Ks. Jerzy Grąbkowski        | Kościół św. Józefa Robotnika w Popowie                               |         |